# آرم سینه
نشان (badge) یا آرم سینه وسیله یا لوازم جانبی است، که اغلب حاوی نمادهای یک سازمان می‌باشد. این نمادها که برای نشان دادن برخی از خدمات، یک دستاورد خاص، نمادی از اقتدار یا وابستگی به یک گروه یا مجموعه و حتی در برخی از موارد عقیده و آرمان تهیه می‌شود. در برخی از موارد این نشان‌ها صرفاً بیان کننده یک عقیده یا نوشتار و .. بوده و ارتباط خاص سازمانی با موضوعات و گروه‌های معین ندارند.
برخی از این نشان‌ها که مربوط به سازمانهای رسمی هستند مانند پلیس یا آتش‌نشانی و … پس از استخدام رسمی یا قراردادی (بر اساس ساختار سازمان مربوطه) پس از ادای سوگند ارائه می‌شود.

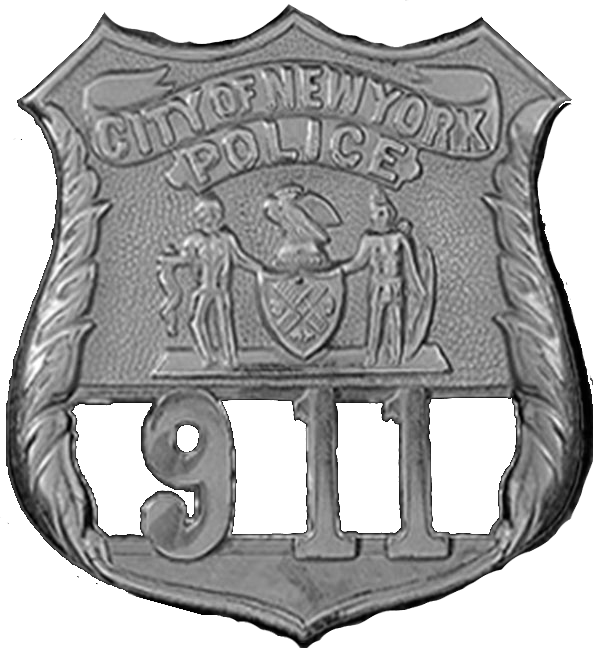
آرم سینه نیروهای پلیس نیویورک

این مدالها را می‌توان از فلز، پلاستیک، چرم، منسوجات، لاستیک و غیره تهیه کرد و معمولاً به لباس، کیف، کفش، وسایل نقلیه، تجهیزات الکتریکی خانگی و غیره متصل می‌شوند. همچنین می‌توان این نشان‌ها به‌صورت بافته‌شده یا گلدوزی بر روی پارچه تهیه کرد و می‌توان با چسب زدن، اتو کشیدن، دوختن آنها را متصل کرد.